# Kongesangen

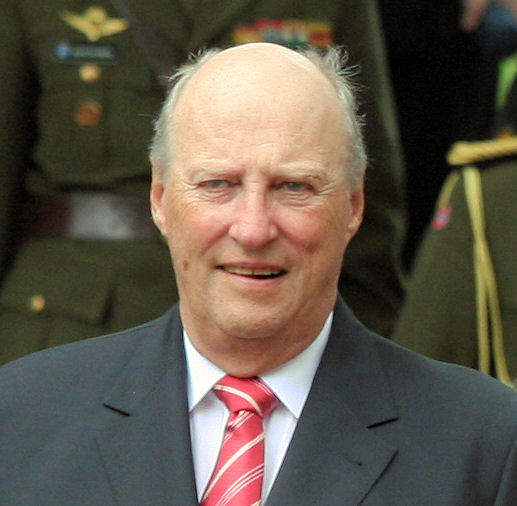
Roi Harald V de Norvège.

Kongesangen (« chanson du roi ») est l'hymne royal de Norvège. Il existe plusieurs versions des paroles. La première version (Gud signe kongen vor) fut écrite par Henrik Wergeland ; la version utilisée aujourd'hui fut écrite par Gustav Jenson pour le couronnement du roi Haakon VII en 1906. Le texte est inspiré de l'hymne britannique, God Save the King, et la mélodie est identique.

## Paroles
1
Gud sign vår konge god!
Sign ham med kraft og mod
sign hjem og slott!
Lys for ham ved din Ånd,
knytt med din sterke hånd
hellige troskapsbånd
om folk og drott!
2
Høyt sverger Norges mann
hver i sitt kall, sin stand,
troskap sin drott.
Trofast i liv og død,
tapper i krig og nød,
alltid vårt Norge lød
Gud og sin drott.